# Raión de Monastýrshchina
El raión de Monastýrshchina (ruso: Монасты́рщинский райо́н) es un distrito administrativo y municipal (raión) ruso perteneciente a la óblast de Smolensk. Se ubica en el suroeste de la óblast. Su capital es Monastýrshchina.
En 2021, el raión tenía una población de 8572 habitantes.
El raión es fronterizo al suroeste con Bielorrusia.

## Subdivisiones
Comprende el asentamiento de tipo urbano de Monastýrshchina (la capital) y los asentamientos rurales de Slobodá, Barsukí, Gogolevka, Novomijáilovskoye, Sobolevo y Tatarsk. Estas siete entidades locales suman un total de 202 localidades.